# Furcopenis geresiensis
Furcopenis geresiensis is een slakkensoort uit de familie van de Agriolimacidae. De wetenschappelijke naam van de soort is voor het eerst geldig gepubliceerd in 1989 door Rodriguez, Castillejo & Outeiro.